# Big Sky (Montana)
Big Sky is een plaats (census-designated place) in de Amerikaanse staat Montana, en valt bestuurlijk gezien onder Gallatin County en Madison County.

## Demografie
Bij de volkstelling in 2000 werd het aantal inwoners vastgesteld op 1221.

## Geografie
Volgens het United States Census Bureau beslaat de plaats een oppervlakte van
591,2 km², waarvan 590,8 km² land en 0,4 km² water.

## Plaatsen in de nabije omgeving
De onderstaande figuur toont nabijgelegen plaatsen in een straal van 52 km rond Big Sky.